# 6-Stunden-Rennen von Mexiko-Stadt 2016

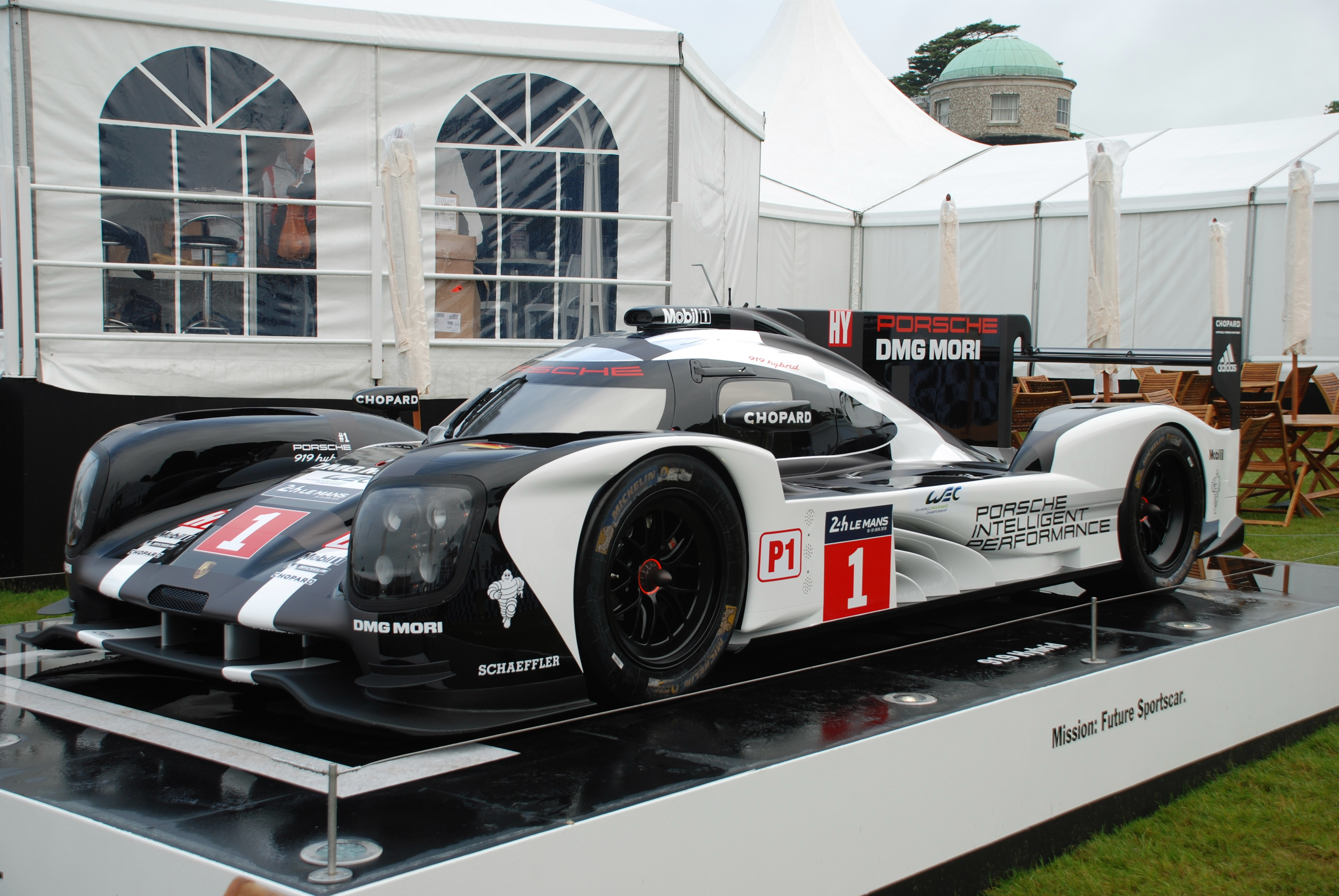
Siegerwagen Porsche 919 Hybrid mit der Startnummer 1

Das 6-Stunden-Rennen von Mexiko-Stadt 2016, auch WEC 6 Hours of Mexico 2016, fand am 3. September auf dem Autódromo Hermanos Rodríguez statt und war der fünfte Wertungslauf der FIA-Langstrecken-Weltmeisterschaft dieses Jahres.

## Das Rennen
Das erste in Mexiko im Rahmen der FIA-Langstrecken-Weltmeisterschaft ausgetragene Rennen brachte mit dem Porsche-Trio Timo Bernhard/Brendon Hartley/Mark Webber einen überlegenen Gesamtsieg. Der Vorsprung auf die zweitplatzierten André Lotterer und Marcel Fässler im Audi R18 RP6 betrug nach einer Fahrzeit von 6:00:43,702 Stunden eine Minute. Die LMP2-Klasse gewannen Ricardo González/Filipe Albuquerque/Bruno Senna im Ligier JS P2.
Bei den GT-Wagen der LMGTE Pro waren Richie Stanaway/Darren Turner im Aston Martin Vantage GTE sowie Khaled Al Qubaisi/Patrick Long/David Heinemeier Hansson im Porsche 911 RSR bei LMGTE Am erfolgreich.

## Ergebnisse

### Schlussklassement
| 1           | LMP1      | 1  | Porsche Team              | Timo Bernhard Brendon Hartley Mark Webber               | Porsche 919 Hybrid       | 230 |
| 2           | LMP1      | 7  | Audi Sport Team Joest     | André Lotterer Marcel Fässler                           | Audi R18 RP6             | 230 |
| 3           | LMP1      | 6  | Toyota Gazoo Racing       | Stéphane Sarrazin Mike Conway Kamui Kobayashi           | Toyota TS050 Hybrid      | 230 |
| 4           | LMP1      | 2  | Porsche Team              | Marc Lieb Romain Dumas Neel Jani                        | Porsche 919 Hybrid       | 230 |
| 5           | LMP1      | 13 | Rebellion Racing          | Dominik Kraihamer Alexandre Imperatori Mathéo Tuscher   | Rebellion R-One          | 218 |
| 6           | LMP2      | 43 | RGR Sport by Morand       | Ricardo González Filipe Albuquerque Bruno Senna         | Ligier JS P2             | 210 |
| 7           | LMP2      | 36 | Signatech Alpine          | Nicolas Lapierre Gustavo Menezes Stéphane Richelmi      | Alpine A460              | 210 |
| 8           | LMP2      | 31 | Extreme Speed Motorsports | Ryan Dalziel Christopher Cumming Luís Felipe Derani     | Ligier JS P2             | 208 |
| 9           | LMP2      | 42 | Strakka Racing            | Nick Leventis Jonny Kane Lewis Williamson               | Gibson 015S              | 207 |
| 10          | LMP2      | 41 | Greaves Motorsport        | Roberto González Luis Díaz Bruno Junqueira              | Gibson 015S              | 207 |
| 11          | LMP2      | 35 | Baxi DC Racing            | David Cheng Ho-Pin Tung Nelson Panciatici               | Alpine A460              | 206 |
| 12          | LMP2      | 27 | SMP Racing                | Nicolas Minassian Maurizio Mediani                      | BR Engineering BR01      | 206 |
| 13          | LMP2      | 26 | G-Drive Racing            | Roman Rusinov Alex Brundle René Rast                    | Oreca 05                 | 205 |
| 14          | LMP2      | 30 | Extreme Speed Motorsports | Scott Sharp Ed Brown Johannes van Overbeek              | Ligier JS P2             | 204 |
| 15          | LMGTE Pro | 97 | Aston Martin Racing       | Richie Stanaway Darren Turner                           | Aston Martin Vantage GTE | 202 |
| 16          | LMGTE Pro | 51 | AF Corse                  | Gianmaria Bruni James Calado                            | Ferrari 488 GTE          | 202 |
| 17          | LMGTE Pro | 95 | Aston Martin Racing       | Nicki Thiim Marco Sørensen                              | Aston Martin Vantage GTE | 202 |
| 18          | LMGTE Pro | 71 | AF Corse                  | Davide Rigon Sam Bird                                   | Ferrari 488 GTE          | 201 |
| 19          | LMGTE Pro | 67 | Ford Chip Ganassi Team UK | Andy Priaulx Marino Franchitti Harry Tincknell          | Ford GT                  | 201 |
| 20          | LMGTE Pro | 77 | Dempsey-Proton Racing     | Richard Lietz Michael Christensen                       | Porsche 911 RSR          | 201 |
| 21          | LMP1      | 4  | ByKolles Racing Team      | Simon Trummer Pierre Kaffer Oliver Webb                 | CLM P1/01                | 199 |
| 22          | LMGTE Am  | 88 | Abu Dhabi-Proton Racing   | Khaled Al Qubaisi Patrick Long David Heinemeier Hansson | Porsche 911 RSR          | 197 |
| 23          | LMGTE Am  | 83 | AF Corse                  | François Perrodo Emmanuel Collard Rui Águas             | Ferrari 458 Italia GT2   | 196 |
| 24          | LMGTE Am  | 78 | KCMG                      | Christian Ried Wolf Henzler Joël Camathias              | Porsche 911 RSR          | 196 |
| 25          | LMGTE Am  | 86 | Gulf Racing               | Mike Wainwright Adam Carroll Ben Barker                 | Porsche 911 RSR          | 196 |
| 26          | LMGTE Pro | 66 | Ford Chip Ganassi Team UK | Olivier Pla Stefan Mücke                                | Ford GT                  | 181 |
| 27          | LMP1      | 8  | Audi Sport Team Joest     | Loïc Duval Lucas di Grassi Oliver Jarvis                | Audi R18 RP6             | 167 |
| Ausgefallen |           |    |                           |                                                         |                          |     |
| 28          | LMGTE Am  | 98 | Aston Martin Racing       | Paul Dalla Lana Pedro Lamy Mathias Lauda                | Aston Martin Vantage GTE | 192 |
| 29          | LMGTE Am  | 50 | Larbre Compétition        | Yutaka Yamagishi Ricky Taylor Pierre Ragues             | Chevrolet Corvette C7.R  | 184 |
| 30          | LMP2      | 44 | Manor                     | Matthew Rao Richard Bradley Alfonso Diaz Guerra         | Oreca 05                 | 179 |
| 31          | LMP1      | 5  | Toyota Gazoo Racing       | Sébastien Buemi Kazuki Nakajima                         | Toyota TS050 Hybrid      | 162 |
| 32          | LMP2      | 37 | SMP Racing                | Vitaly Petrov Viktor Shaytar Kirill Ladygin             | BR Engineering BR01      | 29  |

### Nur in der Meldeliste
Hier finden sich Teams, Fahrer und Fahrzeuge, die ursprünglich für das Rennen gemeldet waren, aber aus den unterschiedlichsten Gründen daran nicht teilnahmen.
| Pos. | Klasse | Nr. | Team             | Fahrer                                      | Chassis         |
| ---- | ------ | --- | ---------------- | ------------------------------------------- | --------------- |
| 33   | LMP1   | 12  | Rebellion Racing | Nicolas Prost Nick Heidfeld Mathias Beche   | Rebellion R-One |
| 34   | LMP2   | 38  | G-Drive Racing   | Simon Dolan Jake Dennis Giedo van der Garde | Oreca 05        |

### Klassensieger
| Klasse    | Fahrer            | Fahrer             | Fahrer                   | Fahrzeug                 | Platzierung im Gesamtklassement |
| --------- | ----------------- | ------------------ | ------------------------ | ------------------------ | ------------------------------- |
| LMP1      | Timo Bernhard     | Brendon Hartley    | Mark Webber              | Porsche 919 Hybrid       | Gesamtsieg                      |
| LMP2      | Ricardo González  | Filipe Albuquerque | Bruno Senna              | Ligier JS P2             | Rang 6                          |
| LMGTE Pro | Richie Stanaway   | Darren Turner      |                          | Aston Martin Vantage GTE | Rang 15                         |
| LMGTE Am  | Khaled Al Qubaisi | Patrick Long       | David Heinemeier Hansson | Porsche 911 RSR          | Rang 22                         |

### Renndaten
- Gemeldet: 34
- Gestartet: 32
- Gewertet: 27
- Rennklassen: 4
- Zuschauer: 38.000
- Wetter am Rennwochenende: heiß und sonnig
- Streckenlänge: 4,304 km
- Fahrzeit des Siegerteams: 6:00:43,702 Stunden
- Runden des Siegerteams: 230
- Distanz des Siegerteams: 989,920 km
- Siegerschnitt: 164,700 km/h
- Pole Position: Lucas di Grassi/Oliver Jarvis – Audi R18 RP6 (#8) – 1:24,838
- Schnellste Rennrunde: Brendon Hartley – Porsche 919 Hybrid (#1) – 1:25,880 = 180,400 km/h
- Rennserie: 5. Lauf zur FIA-Langstrecken-Weltmeisterschaft 2016